# District de Beauvais
4 janvier 1790 – 22 août 1795
(5 ans, 7 mois et 18 jours)
Entités précédentes :
- Généralité de Paris

Entités suivantes :
- Arrondissement de Beauvais

Le district de Beauvais est une ancienne division territoriale française du département de l'Oise de 1790 à 1795.

## Localisation
| District de Grandvilliers            | District de Grandvilliers | District de Breteuil |
| District de Gournay (Seine-Maritime) | district de Beauvais      | District de Clermont |
|                                      | District de Chaumont      | District de Senlis   |

## Composition

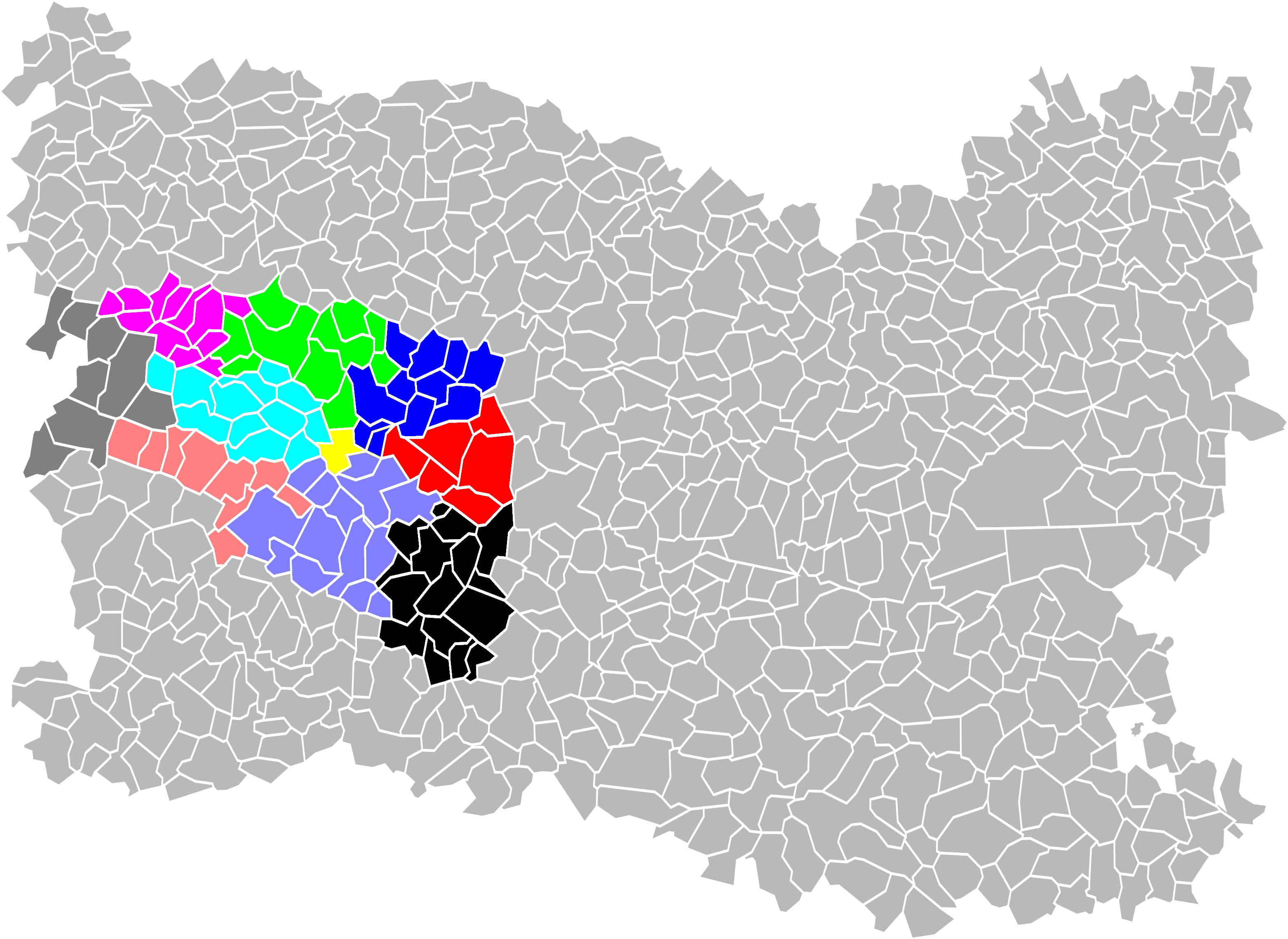
Répartition des cantons au sein du district :
Canton d'Auneuil
Canton de Beauvais
Canton de Bresles
Canton de Gerberoy
Canton de Noailles
Canton d'Ons-en-Bray
Canton de Saint-Germer-de-Fly
Canton de Savignies
Canton de Tillé
Canton de Troissereux

Il était composé des cantons d'Auneuil, Beauvais, Bresles, Gerberoy, Noailles, Ons-en-Bray, Saint-Germer-de-Fly, Savignies, Tillé et Troissereux.

### Canton d'Auneuil
| Communes               | Population (en 1793) | Superficie (en km2) | Canton en 1801 |
| ---------------------- | -------------------- | ------------------- | -------------- |
| Allonne,               | 1 427                | 15,45               | Auneuil        |
| Auneuil                | 1 033                | 22,15               | Auneuil        |
| Auteuil                | 399                  | 11,92               | Auneuil        |
| Berneuil-en-Bray,      | 764                  | 15,15               | Auneuil        |
| Le Coudray-sur-Thelle, | 144                  | 3,76                | Noailles       |
| Frocourt               | 193                  | 6,44                | Auneuil        |
| La Neuville-d'Aumont   | 165                  | 4,75                | Noailles       |
| La Neuville-Garnier    | 351                  | 7,85                | Auneuil        |
| Saint-Martin-le-Nœud,  | 620                  | 11,17               | Auneuil        |
| Saint-Sulpice,         | 532                  | 8,88                | Noailles       |
| Villotran              | 245                  | 5,18                | Auneuil        |
| Warluis                | 500                  | 11,44               | Noailles       |
| Canton d'Auneuil       | 6 373                | 124,14              |                |

### Canton de Beauvais
| Communes           | Population (en 1793) | Superficie (en km2) | Canton en 1801 |
| ------------------ | -------------------- | ------------------- | -------------- |
| Beauvais,          | 12 449               | 33,31               | Beauvais       |
| Canton de Beauvais | 12 449               | c. 33,31            |                |

### Canton de Bresles
| Communes              | Population (en 1793) | Superficie (en km2) | Canton en 1801 |
| --------------------- | -------------------- | ------------------- | -------------- |
| Bailleul-sur-Thérain, | 737                  | 9,50                | Tillé          |
| Bresles               | 1 320                | 20,99               | Tillé          |
| Le Fay-Saint-Quentin, | 640                  | 7,19                | Tillé          |
| Laversines,           | 724                  | 13,79               | Tillé          |
| Rochy-Condé,          | 266                  | 6,38                | Tillé          |
| Therdonne,            | 658                  | 8,98                | Tillé          |
| Canton de Bresles     | 4 345                | 66,83               |                |

### Canton de Gerberoy
| Communes                  | Population (en 1793) | Superficie (en km2) | Canton en 1801          |
| ------------------------- | -------------------- | ------------------- | ----------------------- |
| Buicourt                  | 260                  | 3,51                | Senantes                |
| Crillon                   | 406                  | 8,66                | Senantes                |
| Gerberoy,                 | 296                  | 4,51                | Senantes                |
| Glatigny                  | 561                  | 3,63                | Senantes                |
| Hanvoile,                 | 1 134                | 5,88                | Senantes                |
| Haucourt,                 | 397                  | 6,64                | Senantes                |
| Lachapelle-sous-Gerberoy, | 258                  | 4,93                | Senantes                |
| Martincourt               | 212                  | 5,08                | Senantes                |
| Villers-sur-Bonnières     | 300                  | 4,02                | Marseille-en-Beauvaisis |
| Vrocourt                  | 131                  | 4,40                | Senantes                |
| Wambez,                   | 254                  | 4,54                | Senantes                |
| Canton de Gerberoy        | 4 209                | 55,80               |                         |

### Canton de Noailles
| Communes                 | Population (en 1793) | Superficie (en km2) | Canton en 1801 |
| ------------------------ | -------------------- | ------------------- | -------------- |
| Abbecourt                | 350                  | 7,44                | Noailles       |
| Berthecourt              | 407                  | 6,97                | Noailles       |
| Cauvigny,                | 822                  | 17,50               | Noailles       |
| Hermes                   | 570                  | 11,72               | Noailles       |
| Hodenc-l'Évêque,         | 241                  | 3,47                | Noailles       |
| Laboissière-en-Thelle,   | 655                  | 9,64                | Noailles       |
| Lachapelle-Saint-Pierre, | 227                  | 4,22                | Noailles       |
| Montreuil-sur-Thérain    | 122                  | 1,47                | Noailles       |
| Mortefontaine-en-Thelle, | 286                  | 6,02                | Noailles       |
| Mouchy-le-Châtel,        | 183                  | 3,22                | Noailles       |
| Noailles,                | 568                  | 10,04               | Noailles       |
| Ponchon                  | 411                  | 9,73                | Noailles       |
| Sainte-Geneviève,        | 942                  | 12,80               | Noailles       |
| Silly,                   | 354                  | 11,14               | Noailles       |
| Tillard,                 | 105                  | —                   | Noailles       |
| Villers-Saint-Sépulcre,  | 425                  | 7,29                | Noailles       |
| Canton de Noailles       | 6 668                | 122,67              |                |

### Canton d'Ons-en-Bray
| Communes                  | Population (en 1793) | Superficie (en km2) | Canton en 1801          |
| ------------------------- | -------------------- | ------------------- | ----------------------- |
| Cuigy-en-Bray,            | 529                  | 9,81                | Le Coudray-Saint-Germer |
| Espaubourg                | 279                  | 5,99                | Le Coudray-Saint-Germer |
| La Houssoye,              | 304                  | 6,50                | Auneuil                 |
| Ons-en-Bray,              | 804                  | 13,95               | Le Coudray-Saint-Germer |
| Rainvillers               | 330                  | 6,50                | Auneuil                 |
| Saint-Aubin-en-Bray,      | 419                  | 6,38                | Le Coudray-Saint-Germer |
| Saint-Léger-en-Bray       | 222                  | 4,43                | Auneuil                 |
| Villers-Saint-Barthélemy, | 797                  | 15,08               | Auneuil                 |
| Canton d'Ons-en-Bray      | 3 684                | 68,64               |                         |

### Canton de Saint-Germer-de-Fly
| Communes                      | Population (en 1793) | Superficie (en km2) | Canton en 1801          |
| ----------------------------- | -------------------- | ------------------- | ----------------------- |
| Auchy-en-Bray                 | 114                  | —                   | Senantes                |
| Blacourt                      | 503                  | 11,49               | Senantes                |
| Hannaches                     | 280                  | 9,52                | Senantes                |
| Hécourt                       | 250                  | 7,47                | Senantes                |
| Mothois                       | 125                  | —                   | Senantes                |
| Saint-Germer-de-Fly,          | 950                  | 19,90               | Le Coudray-Saint-Germer |
| Saint-Pierre-es-Champs,       | 495                  | 10,80               | Le Coudray-Saint-Germer |
| Saint-Quentin-des-Prés,       | 288                  | 10,80               | Senantes                |
| Senantes                      | 1 189                | 19,94               | Senantes                |
| Villers-sur-Auchy,            | 385                  | 8,59                | Senantes                |
| Canton de Saint-Germer-de-Fly | 4 579                | 98,51               |                         |

### Canton de Savignies
| Communes                   | Population (en 1793) | Superficie (en km2) | Canton en 1801 |
| -------------------------- | -------------------- | ------------------- | -------------- |
| Fouquenies,                | 463                  | 10,76               | Tillé          |
| Goincourt                  | 428                  | 6,52                | Auneuil        |
| Hodenc-en-Bray,            | 541                  | 9,94                | Senantes       |
| Lachapelle-aux-Pots,       | 531                  | 9,85                | Senantes       |
| Pierrefitte-en-Beauvaisis, | 578                  | 5,67                | Senantes       |
| Saint-Germain-la-Poterie,  | 367                  | 6,02                | Senantes       |
| Saint-Just-des-Marais,     | 620                  | —                   | —              |
| Saint-Paul,                | 1 039                | 17,26               | Auneuil        |
| Savignies                  | 707                  | 9,83                | Senantes       |
| Villembray,                | 262                  | 6,53                | Senantes       |
| Canton de Savignies        | 5 536                | c. 82,38            |                |

### Canton de Tillé
| Communes               | Population (en 1793) | Superficie (en km2) | Canton en 1801 |
| ---------------------- | -------------------- | ------------------- | -------------- |
| Bonlier,               | 280                  | 4,47                | Tillé          |
| Bracheux               | 152                  | —                   | —              |
| Fontaine-Saint-Lucien, | 207                  | 7,25                | Tillé          |
| Fouquerolles           | 219                  | 10,21               | Tillé          |
| Haudivillers,          | 695                  | 9,79                | Tillé          |
| Lafraye,               | 238                  | 5,53                | Tillé          |
| Marissel               | 514                  | —                   | —              |
| Nivillers,             | 180                  | 7,65                | Tillé          |
| Oroër                  | 420                  | 9,06                | Tillé          |
| Tillé                  | 672                  | 14,80               | Tillé          |
| Velennes,              | 270                  | 6,17                | Tillé          |
| Canton de Tillé        | 3 847                | c. 74,93            |                |

### Canton de Troissereux
| Communes                  | Population (en 1793) | Superficie (en km2) | Canton en 1801          |
| ------------------------- | -------------------- | ------------------- | ----------------------- |
| Bonnières                 | 268                  | 8,44                | Senantes                |
| Guignecourt               | 284                  | 4,62                | Tillé                   |
| Juvignies                 | 371                  | 8,09                | Tillé                   |
| Maisoncelle-Saint-Pierre, | 297                  | 4,16                | Tillé                   |
| Milly-sur-Thérain,        | 1 050                | 24,09               | Senantes                |
| Notre-Dame-du-Thil,       | 942                  | —                   | —                       |
| Saint-Omer-en-Chaussée,   | 456                  | 10,33               | Marseille-en-Beauvaisis |
| Sauqueuse-Saint-Lucien,   | 244                  | —                   | Tillé                   |
| Troissereux               | 528                  | 14,05               | Tillé                   |
| Verderel,                 | 427                  | 12,46               | Tillé                   |
| Canton de Troissereux     | 4 867                | c. 86,24            |                         |

## Galerie

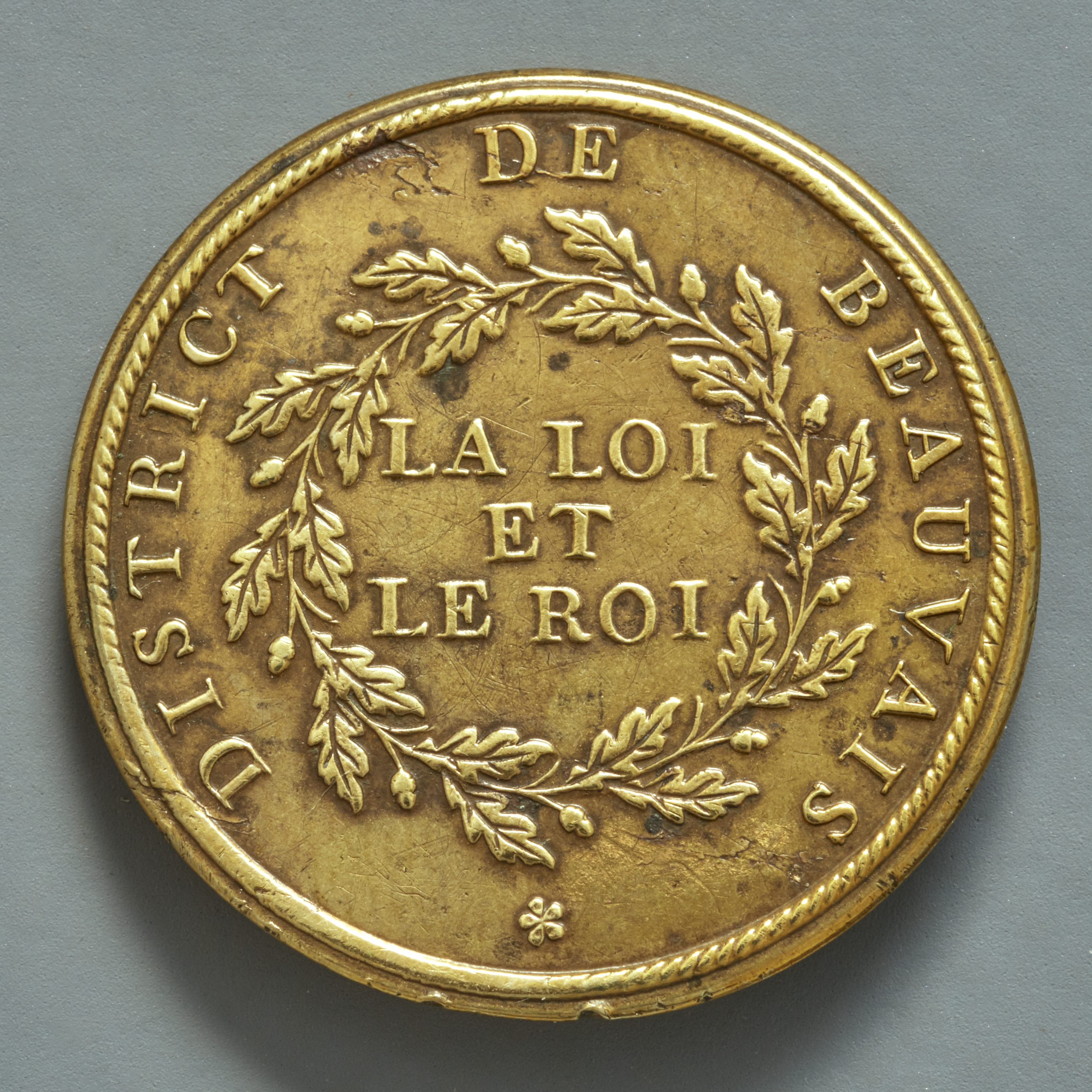
Bouton (musée Carnavalet)